# Ломм (коммуна)
Ломм (фр. Lomme) — ассоциированная коммуна во Франции, регион Нор — Па-де-Кале, департамент Нор, округ Лилль, кантон Ломм. С 2000 года Ломм входит в состав Лилля, фактически является его пригородом с северо-запада.
Население (2011) — 27 087 человек.

## Администрация
После присоединения Ломма к Лиллю в 2000 г. глава городской администрации именуется "мэр-делегат", С 2012 года этот пост занимает социалист Роже Вико (Roger Vicot), одновременно являющийся вице-мэром Лилля.